# Première Nation des Yuułuʔiłʔatḥ
Ne doit pas être confondu avec Ucluelet.

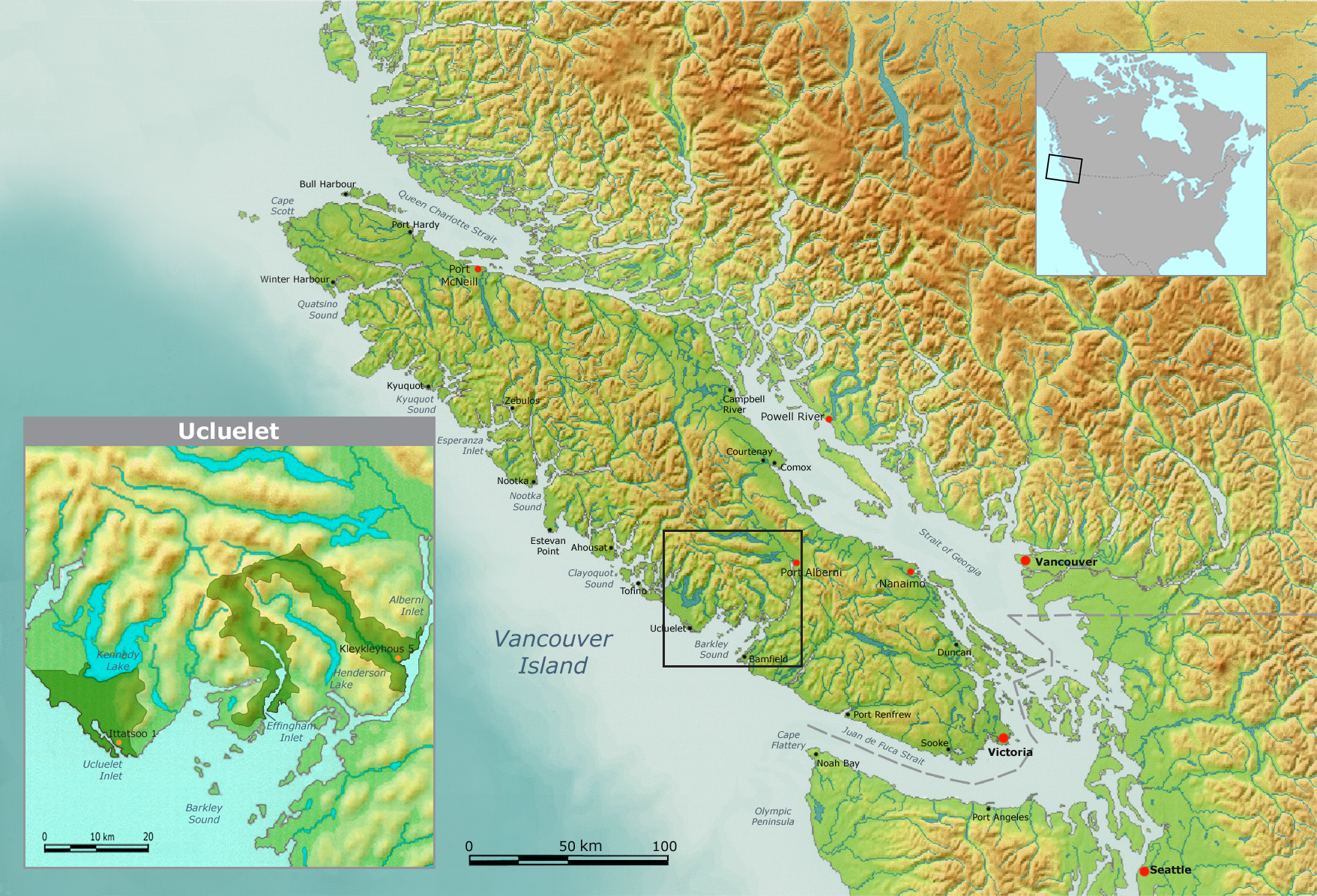
Carte du territoire traditionnel yuułuʔiłʔatḥ.

La Première Nation des Yuułuʔiłʔatḥ (yuułuʔiłʔatḥ en nuuchahnulth), anciennement Première Nation Ucluelet, est un gouvernement de Première Nation basée sur la côte ouest de l’Île de  Vancouver en Colombie-Britannique au Canada. Elle administre la communauté autochtone nootka au nord-ouest du Barkley Sound (en). Elle fait partie du Conseil tribal nuu-chah-nulth.